# Ал-Джазира
 За суданската провинция вижте Ал-Джазира (провинция).  
„Ал-Джазира“ (на арабски: الجزيرة) е арабска телевизионна компания със седалище в Доха, Катар, основана през 1996 г. от тогавашния емир на Катар Хамад бин Халифа Ал-Тани.
На света става известна, когато започва да осветява авиационните и ракетните удари на войските на коалицията по Афганистан и след излъчването по телеканала в ефир на заявленията на „международния терорист №1“ Осама бин Ладен.
Името „Ал-Джазира“ означава „остров“ на арабски и е съкращение от арабското الجزيرة العربية (ал-Джазира ал-Арабия), традиционното арабско име за Арабския полуостров, на който се намира Катар.

## Структура
В мрежата на „Ал-Джазира“ влизат няколко канала:
- Al Jazeera – международен новинарски канал на арабски език
- Al Jazeera Documentary Channel – канал, излъчващ документални филми на арабски
- beIN Sports – популярен спортен канал на арабски
- Al Jazeera Mobasher (или Al Jazeera Live) – политически канал (своеобразен аналог на C-SPAN или BBC Parliament)
- Al Jazeera Children’s Channel – канал за деца (от 1 април 2013 г. каналът се нарича „Джим“, от названието на буквата от арабската азбука «ج»).
- Al Jazeera English – глобален информационен канал на английски език
- „Baraem“ — детски канал за деца в предучилищна възраст на арабски език.[1]
- «Al Jazeera Balkans» — международен новинарски канал на босненски език.
- „Al Jazeera America“ — телевизионен канал в САЩ; пуснат е през август 2013 г. и е закрит през април 2016 г.[2][3]
- „Rightly“ – телевизионен канал в САЩ, пуснат през февруари 2021 г.; Основният залог е на аудиторията на консерваторите – зрителите на Fox News.[4]